# Советское (Джанкойский район)
Сове́тское (до 1945 года Найма́н, ранее Мише́н-Найма́н; укр. Совєтське, крымскотат. Mişen Nayman, Мишен Найман) — село на территории полуострова Крыма, входит в состав Кондратьевского сельского поселения (согласно административно-территориальному делению Украины — Кондратьевского сельского совета Автономной Республики Крым).

## Население
| 2001 | 2014 |
| ---- | ---- |
| 373  | ↘221 |

Всеукраинская перепись 2001 года показала следующее распределение по носителям языка
| Язык             | Процент |
| ---------------- | ------- |
| русский          | 78.28   |
| крымскотатарский | 19.84   |
| украинский       | 1.61    |

### Динамика численности
| - 1805 год — 157 чел. - 1864 год — 20 чел. - 1889 год — 112 чел. - 1892 год — 98 чел. - 1900 год — 133 чел. - 1905 год — 100 чел. - 1911 год — 163 чел. - 1915 год — 76/57 чел. | - 1918 год — 86 чел. - 1926 год — 209 чел. - 1931 год — 202 чел. - 1935 год — 217 чел. - 2001 год — 373 чел. - 2009 год — 351 чел. - 2014 год — 221 чел. |

## Современное состояние
На 2017 год в Советском числится 5 улиц; на 2009 год, по данным сельсовета, село занимало площадь 63,4 гектара на которой, в 108 дворах, проживал 351 человек. В селе действуют библиотека, сельский клуб, фельдшерско-акушерский пункт. Советское связано автобусным сообщением с райцентром, городами Крыма и соседними населёнными пунктами.

## География
Советское — село на юго-востоке района, в степном Крыму, у границы с Красногвардейским районом, высота центра села над уровнем моря — 29 м.
Ближайшие сёла: Ларино в 2 км на юго-восток, Майское в 3 км на северо-восток, Полевое в 3,2 км на север и Рубиновка — в 3,5 км на запад. Расстояние до райцентра — около 28 километров (по шоссе) на северо-запад, ближайшая железнодорожная станция — Азовская (на линии Джанкой — Феодосия) — примерно в 8 километрах. Транспортное сообщение осуществляется по региональной автодороге 35Н-156 Полевое — Советское (по украинской классификации — С-0-10432).

## История
Первое документальное упоминание села встречается в Камеральном Описании Крыма… 1784 года, судя по которому, в последний период Крымского ханства Найман входил в Насывский кадылык Карасубазар ского каймаканства. После присоединения Крыма к России (8) 19 апреля 1783 года, (8) 19 февраля 1784 года, именным указом Екатерины II сенату, на территории бывшего Крымского Ханства была образована Таврическая область и деревня была приписана к Перекопскому уезду. После Павловских реформ, с 1796 по 1802 год, входила в Перекопский уезд Новороссийской губернии. По новому административному делению, после создания 8 (20) октября 1802 года Таврической губернии, Найман был включён в состав Таганашминской волости Перекопского уезда.
По Ведомости о всех селениях в Перекопском уезде состоящих с показанием в которой волости сколько числом дворов и душ… от 21 октября 1805 года, в деревне Найман числилось 22 двора, 156 крымских татар и 1 ясыр. На военно-топографической карте генерал-майора Мухина 1817 года деревня Найман обозначена с 25 дворами. После реформы волостного деления 1829 года Найман, согласно «Ведомости о казённых волостях Таврической губернии 1829 года», отнесли к Башкирицкой волости (переименованной из Таганашминской). На карте 1836 года в деревне Мешень-Найман 32 двора, как и на карте 1842 года.
В 1860-х годах, после земской реформы Александра II, деревню включили в состав Владиславской волости того же уезда. В «Списке населённых мест Таврической губернии по сведениям 1864 года», составленном по результатам VIII ревизии 1864 года, Найман (или Мишен-Найман) — владельческая татарская деревня, с 6 дворами, 20 жителями и мечетью при колодцах. Согласно исследованиям профессора А. Н. Козловского начала 1860-х годов, в селении вода в колодцах глубиной от 1,5—3 до 5 саженей (от 2 до 10 м) была частью солоноватая, а частью солёная. Согласно «Памятной книжке Таврической губернии за 1867 год», деревня Найман была покинута жителями в 1860—1864 годах, в результате эмиграции крымских татар, особенно массовой после Крымской войны 1853—1856 годов, в Турцию и оставалась в развалинах.
В 1870 году крымскими немцами лютеранами на её месте, на 2029 десятинах земли, была основана колония Гохгейм (нем. Hochheim). После высочайшего утверждения Правила об устройстве поселян-собственников (бывших колонистов)… 4 июня 1871 года была образована немецкая Эйгенфельдская волость, в которую включили Гохгейм. На карте 1865—1876 годов в деревне Мишень-Найман отмечены уже 20 дворов. Согласно «Памятной книге Таврической губернии 1889 года», по результатам Х ревизии 1887 года, в деревне Гохгейм Эйгенфельдской волости числилось 19 дворов и 112 жителей.
После земской реформы 1890 года деревню отнесли к Тотанайской волости.
Согласно «…Памятной книжке Таврической губернии на 1892 год», в селе Найман, входившем в Найманское сельское общество, было 98 жителей в 16 домохозяйствах. По «…Памятной книжке Таврической губернии на 1900 год» в Наймане числилось 133 жителя в 17 дворах. На 1902 год в деревне работали врач и фельдшер. В 1905 году жителей было 100, в 1911—163. На 1914 год в селении действовала Гохгеймская евангелическо-лютеранская больница с врачом и фельдшером. По Статистическому справочнику Таврической губернии. Ч.II-я. Статистический очерк, выпуск пятый Перекопский уезд, 1915 год, в деревне Найман (он же Гогхейм) Тотанайской волости Перекопского уезда числилось 18 дворов (17 дворов с землёй, 1 — безземельный) с немецким населением в количестве 76 человек приписных жителей и 57 «посторонних», из которых 68 мужчин и 65 женщин. Жители владели 1979 десятинами удобной земли. В хозяйствах имелось 157 лошадей, 76 волов, 84 коровы и 112 голов мелкого скота. В 1918 году в селении было 86 человек.
После установления в Крыму Советской власти, по постановлению Крымревкома от 8 января 1921 года № 206 «Об изменении административных границ» была упразднена волостная система и в составе Джанкойского уезда был создан Джанкойский район. В 1922 году уезды преобразовали в округа. 11 октября 1923 года, согласно постановлению ВЦИК, в административное деление Крымской АССР были внесены изменения, в результате которых округа были ликвидированы, основной административной единицей стал Джанкойский район и село включили в его состав. Согласно Списку населённых пунктов Крымской АССР по Всесоюзной переписи 17 декабря 1926 года, в селе Найман, Мешеньского сельсовета Джанкойского района, числилось 38 дворов, из них 28 крестьянских, население составляло 209 человек, из них 187 немцев, 10 украинцев, 8 русских, 3 еврея, 1 армянин, действовала немецкая школа. Постановлением КрымЦИКа от 15 сентября 1930 года был вновь создан Биюк-Онларский район (указом Президиума Верховного Совета РСФСР № 621/6 от 14 декабря 1944 года переименованный в Октябрьский), теперь как немецкий национальный, в который включили село. К 1931 году население составило 202 человека, был организован колхоз «Гигант». После образования в 1935 году немецкого национального Тельманского района село, с населением 217 человек, вместе с сельсоветом, включили в его состав. На 1940 год Найман уже был центром одноимённого сельсовета. Вскоре после начала Великой Отечественной войны, 18 августа 1941 года крымские немцы были выселены, сначала в Ставропольский край, а затем в Сибирь и северный Казахстан.
После освобождения Крыма от фашистов в апреле, 12 августа 1944 года было принято постановление № ГОКО-6372с «О переселении колхозников в районы Крыма» по которому в район из областей Украины и России переселялись семьи колхозников, а в начале 1950-х годов последовала вторая волна переселенцев из различных областей Украины. Указом Президиума Верховного Совета РСФСР от 21 августа 1945 года Найман был переименован в Советское и Найманский сельсовет — в Советский. С 25 июня 1946 года Советское в составе Крымской области РСФСР. 26 апреля 1954 года Крымская область была передана из состава РСФСР в состав УССР. В послевоенные годы в селе построены восьмилетняя школа, больница с родильным отделением, детский сад, сельскохозяйственные объекты. Время упразднения сельсовета и включения в состав Ближнегородского пока не установлено: на 15 июня 1960 года село уже числилось в его составе. 1 января 1965 года, указом Президиума ВС УССР «О внесении изменений в административное районирование УССР — по Крымской области», Советское вновь включили в Джанкойский. В 1968 году образован Рощинский совет и село переподчинили ему. С 1978 года Советское в составе Кондратьевского сельсовета. С 12 февраля 1991 года село в восстановленной Крымской АССР, 26 февраля 1992 года переименованной в Автономную Республику Крым.
12 мая 2016 года парламент Украины, не признающий аннексию Крыма Россией, принял постановление о переименовании села в Мишен-Найман (укр. Мішен-Найман), в соответствии с законами о декоммунизации, однако данное решение не вступает в силу до «возвращения Крыма под общую юрисдикцию Украины».
В селении родился евангелическо-лютеранский пастор Фердинанд Гершельман (нем. Hörschelmann, 4.10.1887 — 13.02.1932)